# دیوید ییتس
دیوید ییتس (به انگلیسی: David Yates) (زاده  ۸ اکتبر ۱۹۶۳) کارگردان سینما و تلویزیون اهل بریتانیا است. بیشترین فعالیت کاری او در تلویزیون بریتانیا بوده و اکثر کارهای تلویزیونی را هم برای بی‌بی‌سی انجام داده‌است.

## زندگی‌نامه
ییتس در مدرسه ملی سینما و تلویزیون در بکنزفیلد انگلستان تحصیل کرده‌است.
بزرگ‌ترین اتفاق زندگی هنری او وقتی بود که برای کارگردانی پنجمین فیلم هری پاتر، هری پاتر و محفل ققنوس انتخاب شد. ییتس کسی بود که نیکلاس هوپر را برای آهنگ‌سازی فیلم انتخاب کرد. ییتس علاوه بر این ششمین فیلم، هری پاتر و شاهزاده دورگه را هم کارگردانی کرده‌است که ضبط آن از سپتامبر ۲۰۰۷ آغاز شد. ضمناً آخرین قسمت های، هری پاتر و یادگاران مرگ که در سال های ۲۰۱۰ و ۲۰۱۱ اکران شدند را کارگردانی کرد. تصمیم گرفته شده بود که قسمت آخر هری پاتر به دو فیلم مجزا تبدیل شود.
در سال ۲۰۰۶ به خاطر بهترین کارگردانی در تهیه فیلم تلویزیونی برای دختری در کافه، برندهٔ جایزهٔ Emmy شد.
ییتس اولین باری که احساس کرد می‌خواهد کارگردان شود، وقتی بود که فیلم آرواره‌ها اثر استیون اسپیلبرگ را دید و مادرش اولین دوربین فیلمبرداری را وقتی که ۱۴ ساله بود برایش خرید. بعد از آن با کمک برادرش اندرو، شروع به ساختن فیلم‌های کوتاه در پارک‌های محلی کرد. او علوم سیاسی، ادبیات انگلیسی و جامعه‌شناسی را در دانشگاه سنت هلنز در مرزیساید انگلستان خوانده‌است که مدرک خود را با درجه A و یک C کسب کرده‌است. ضمناً به خاطر مطالعه بعضی از دروسش حدود شش ماه را در بیمارستان گذراند. به دنبال این تحصیلات، بعد از مدرسه فیلم بکنزفیلد به دانشگاه معتبر دانشگاه اسکس بریتانیا رفت که به عنوان دانشجوی نمونه انتخاب شد.

## جوایز
- ۲۰۰۱: جایزه بهترین سریال درام در جشنواره فیلم بفتا بریتانیا به خاطر سریال روشی که زندگی می‌کنیم
- ۲۰۰۴: جایزه بهترین سریال درام در جشنواره فیلم بفتا بریتانیا به خاطر سریال ترافیک سکس
- ۲۰۰۶: جایزه بهترین کارگردانی برای ساخت فیلم تلویزیونی به خاطر فیلم دختری در کافه

## فیلمشناسی

### فیلم
| سال  | عنوان                                   | وظیفه         | وظیفه        | وظیفه     | وظیفه      | وظیفه |
| سال  | عنوان                                   | کارگردان فیلم | فیلم‌نامه‌نویس | تهیه‌کننده | توضیحات    |       |
| ---- | --------------------------------------- | ------------- | ------------ | --------- | ---------- | ----- |
| ۱۹۹۱ | وقتی که دختر بودم                       | آری           | آری          | آری       | فیلم کوتاه |       |
| ۲۰۰۵ | دختری در کافه                           | آری           | خیر          | خیر       |            |       |
| ۲۰۰۷ | هری پاتر و محفل ققنوس (فیلم)            | آری           | خیر          | خیر       |            |       |
| ۲۰۰۹ | هری پاتر و شاهزاده دورگه (فیلم)         | آری           | خیر          | خیر       |            |       |
| ۲۰۱۰ | هری پاتر و یادگاران مرگ - قسمت اول      | آری           | خیر          | خیر       |            |       |
| ۲۰۱۱ | هری پاتر و یادگاران مرگ - قسمت دوم      | آری           | خیر          | خیر       |            |       |
| ۲۰۱۴ | ستمگر                                   | آری           | خیر          | خیر       | Pilot      |       |
| ۲۰۱۶ | افسانه تارزان (فیلم ۲۰۱۶)               | آری           | خیر          | خیر       |            |       |
| ۲۰۱۶ | جانوران شگفت‌انگیز و زیستگاه آن‌ها (فیلم) | آری           | خیر          | خیر       |            |       |
| ۲۰۱۸ | جانوران شگفت‌انگیز: جنایات گریندل والد   | آری           | خیر          | خیر       |            |       |
| ۲۰۲۲ | جانوران شگفت‌انگیز: اسرار دامبلدور       | آری           | خیر          | خیر       |            |       |
| _    | جانوران شگفت‌انگیز ۴                     | آری           | خیر          | خیر       |            |       |
| _    | جانوران شگفت‌انگیز ۵                     | آری           | خیر          | خیر       |            |       |

### تلویزیون
- وقتی که دختر بودم (۱۹۹۱)
- گناهان (۲۰۰۰)
- روشی که زندگی می‌کنیم (۲۰۰۱)
- مجموعه تلویزیونی روش بازی نوشته پاول آبوت (۲۰۰۳)
- بازدیدکنندگان جوان (۲۰۰۳)
- ترافیک سکس (۲۰۰۴)
- بخشنده (۲۰۱۱)